# Roumégoux, Cantal

Roumégoux este o comună în departamentul Cantal, Franța. În 1 ianuarie 2022 avea o populație de 329 de locuitori.